# Râul Toplița, Bâsca Mare
Râul Toplița este curs de apă afluent al râului Bâsca Mare. 

## Hărți
- Harta Turistică Covasna